# الفتيات الجميلات (فرقة موسيقية)
الفتيات الجميلات هي فرقة موسيقى فلكلورية أسترالية، شكلت الفرقة في عام 2001.

## وصلات خارجية
- الفتيات الجميلات على موقع ميوزك برينز (الإنجليزية)
- الفتيات الجميلات على موقع أول ميوزيك (الإنجليزية)
- الفتيات الجميلات على موقع ديسكوغز (الإنجليزية)

- الموقع الرسمي
- The Beautiful Girls collection at the أرشيف الإنترنت's live music archive
- The Beautiful Girls: More Than Skin Deep. College Crier Interview